# Televizor

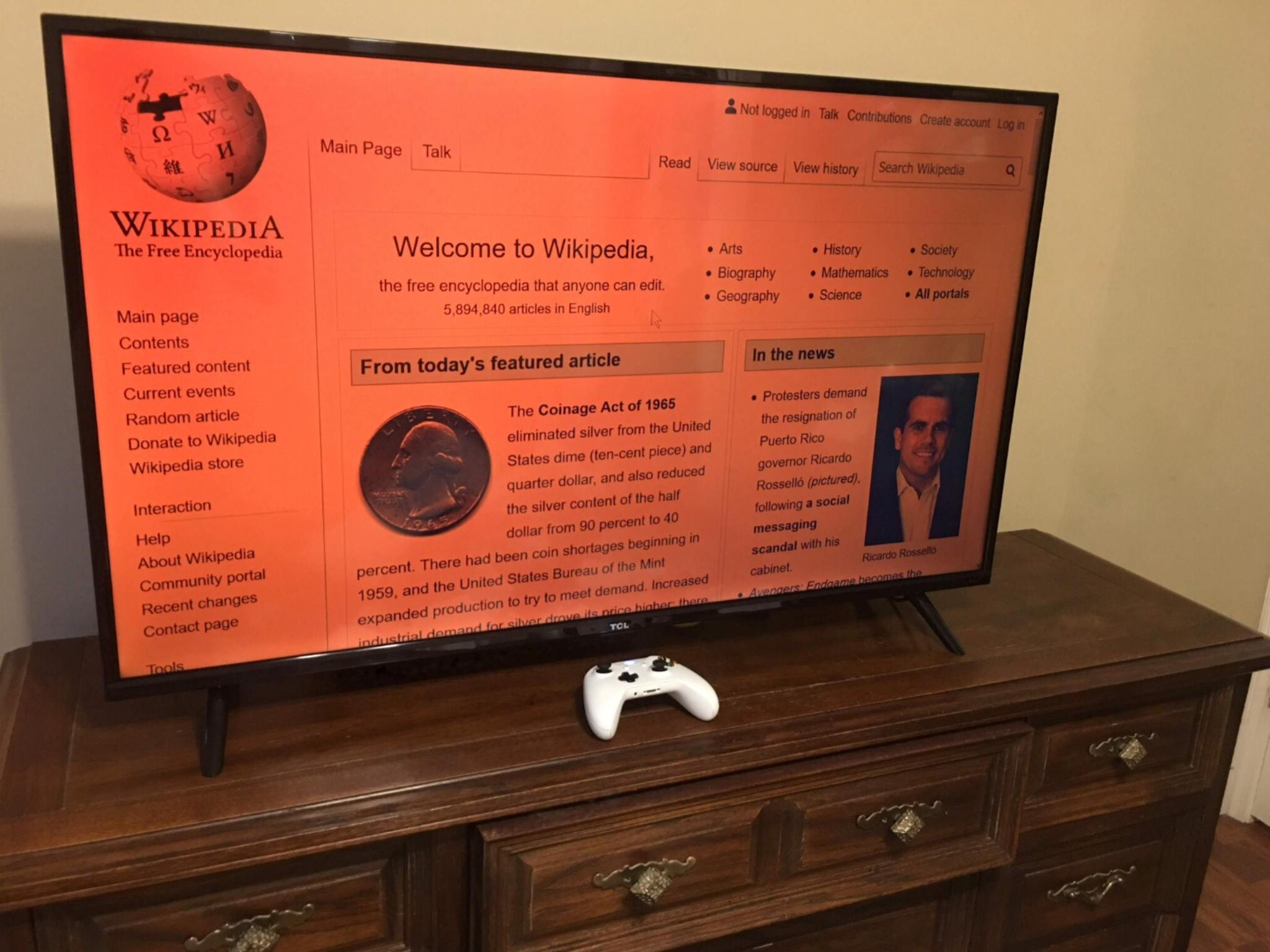
TV LCD

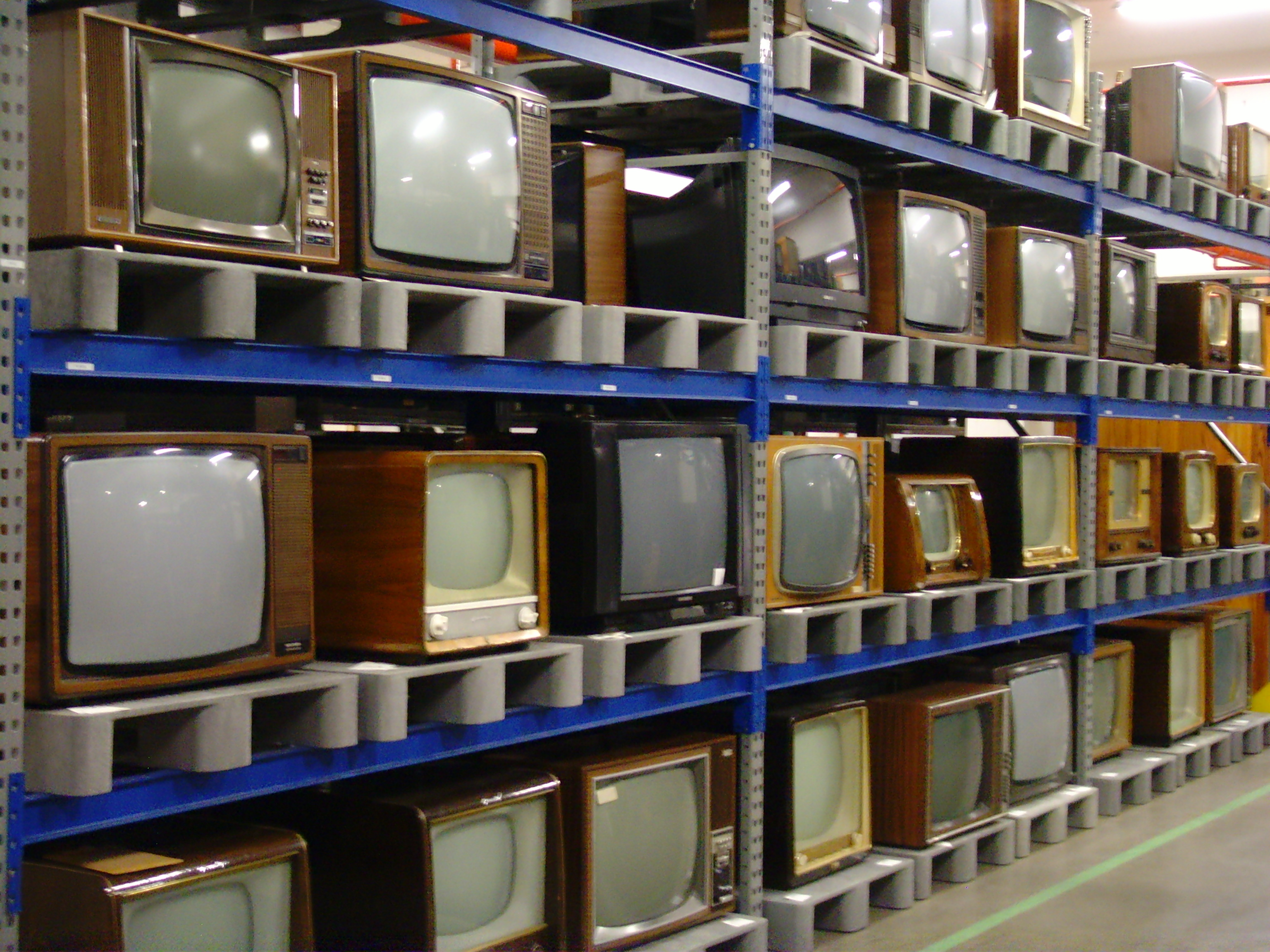
Diverse tipuri de televizoare cu tub catodic, expuse la Muzeul Comunicatiilor din Heusenstamm, Germania

Televizorul (sau simplu TV) este un monitor care poate recepționa semnalele TV dar care poate avea și alte funcții (jocuri video, internet, etc.). Televizorul este un dispozitiv electronic folosit pentru a recepționa și reda emisiuni de radiodifuziune vizuală (televiziune radiodifuzată), care difuzează programe de televiziune, fiind folosit astăzi pentru divertisment, pentru educare și pentru informare. Progresul tehnologic a transformat televizorul într-un dispozitiv complex, care poate accesa internetul și poate reda imagini tridimensionale. Primul televizor color a fost produs de compania Toshiba în 1959, iar din 1960 era disponibil pentru cumpărare.

## Istorie
Începuturile  televiziunii datează din 1923, când Farnsworth inventează iconograful un dispozitiv pentru captarea imaginii și conversia acesteia în semnal electric.  În septembrie 1927 este realizată prima demonstrație a unei transmisii de televiziune. În anul 1930 BBC începe difuzarea unui program de televiziune în mod regulat. În anul 1936 existau aproximativ 200 de televizoare în întreaga lume. În 1940 este realizat un sistem de televiziune color care putea reproduce până la 343 de linii. În anul 1956 se introduce un sistem bazat pe bandă magnetică pentru a putea difuza emisiuni înregistrate. În același an se realizează și prima telecomandă pentru televizor. În Statele Unite, în anul 1967, majoritatea transmisiilor de televiziune erau color. Televizorul folosește fie un ecran cu tub catodic (în acest caz, se utilizează un tun de electroni), fie un ecran LCD sau cu plasmă, în acest caz costurile fiind ridicate. 
Pe data de 25 martie 1954, Radio Corporation of America deschidea prima linie de asamblare a televizoarelor color la fabrica sa din Bloomington, Indiana.
Compania a fabricat 5.000 de televizoare cu diagonală de 30 de centimetri (modelul-receptor color CT-100), pe care le-a vândut la 1.000 de dolari bucata, sumă astronomică la vremea respectivă.

## Tipuri
În prezent se pot distinge 5 tipuri de televizoare:

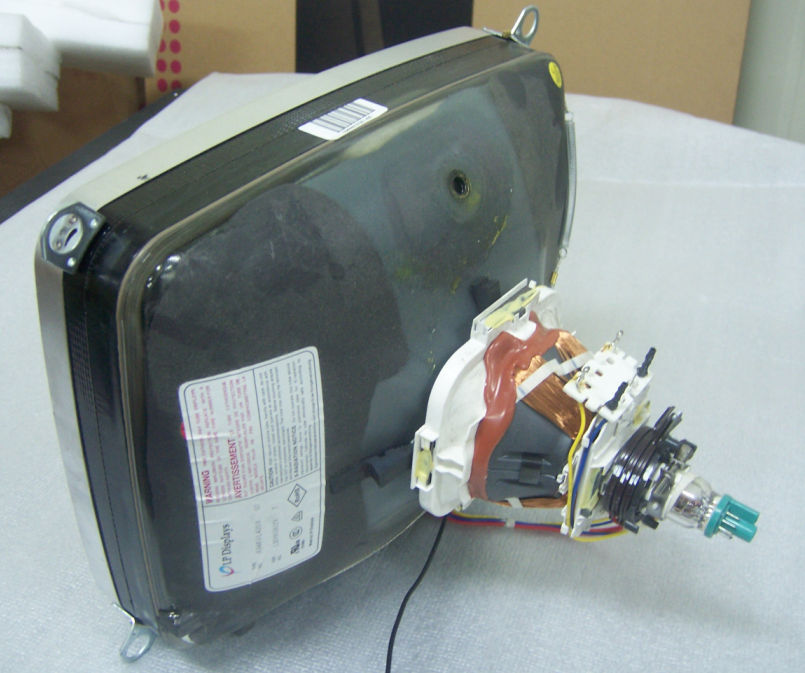
Un tub cinescop TV

- CRT (Cathode Ray Tube) - sunt televizoarele cu tub cinescop. Sunt alcătuite dintr-un tub cinescop care are la capăt un tun de electroni. La celălalt capăt are un ecran cu un înveliș de fosfor. El funcționează pe baza bombardării ecranului cu electroni astfel afișându-se punctele de diferite culori (pixeli). Acestea reprezintă o tehnologie mai veche la care în prezent se renunță

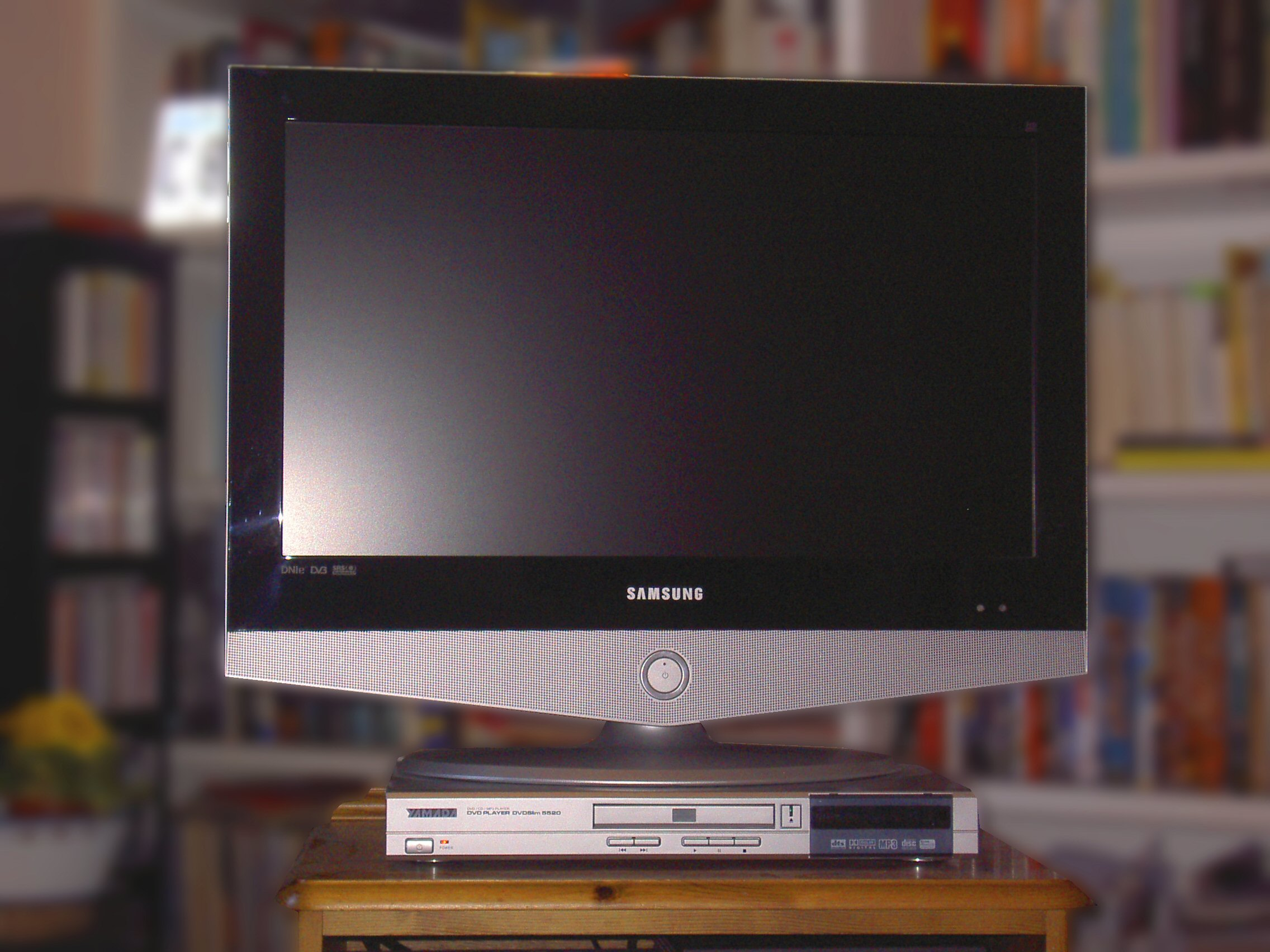
Televizor cu ecran LCD

- LCD (Liquid Crystal Display) - televizoarele la care ecranul este alcătuit dintr-un număr de pixeli monocromi așezați în fața unei surse de lumină (lămpi ccfl) sau a unei oglinzi reflectoare de lumină. Fiecare pixel al unui ecran LCD este alcătuit dintr-un strat de molecule de cristal lichid aliniate între doi electrozi transparenți și două filtre folosite pentru polarizare ale căror axe sunt de obicei, perpendiculare una pe cealaltă și care conțin compuși ionici.

- LED- ecranul este alcătuit ca și la LCD dintr-un număr de pixeli monocromi așezați în fața unei surse de lumină alcătuită din leduri. [2]

- Plasmă- sunt televizoarele la care ecranul este alcătuit din celule diferite pentru fiecare pixel a ecranului; acestea conțin un amestec special de gaze (xenon, argon și neon), care sub influența curentului electric produce lumină. Fiecare celulă este alimentată separat și este formată din 3 secțiuni separate, acoperite de un strat de fosfor special colorat, pentru a putea reda culorile roșu, verde și albastru. Redarea culorii fiecărui pixel se face prin combinarea celor 3 elemente, și prin varierea intensității curentului.  [3]

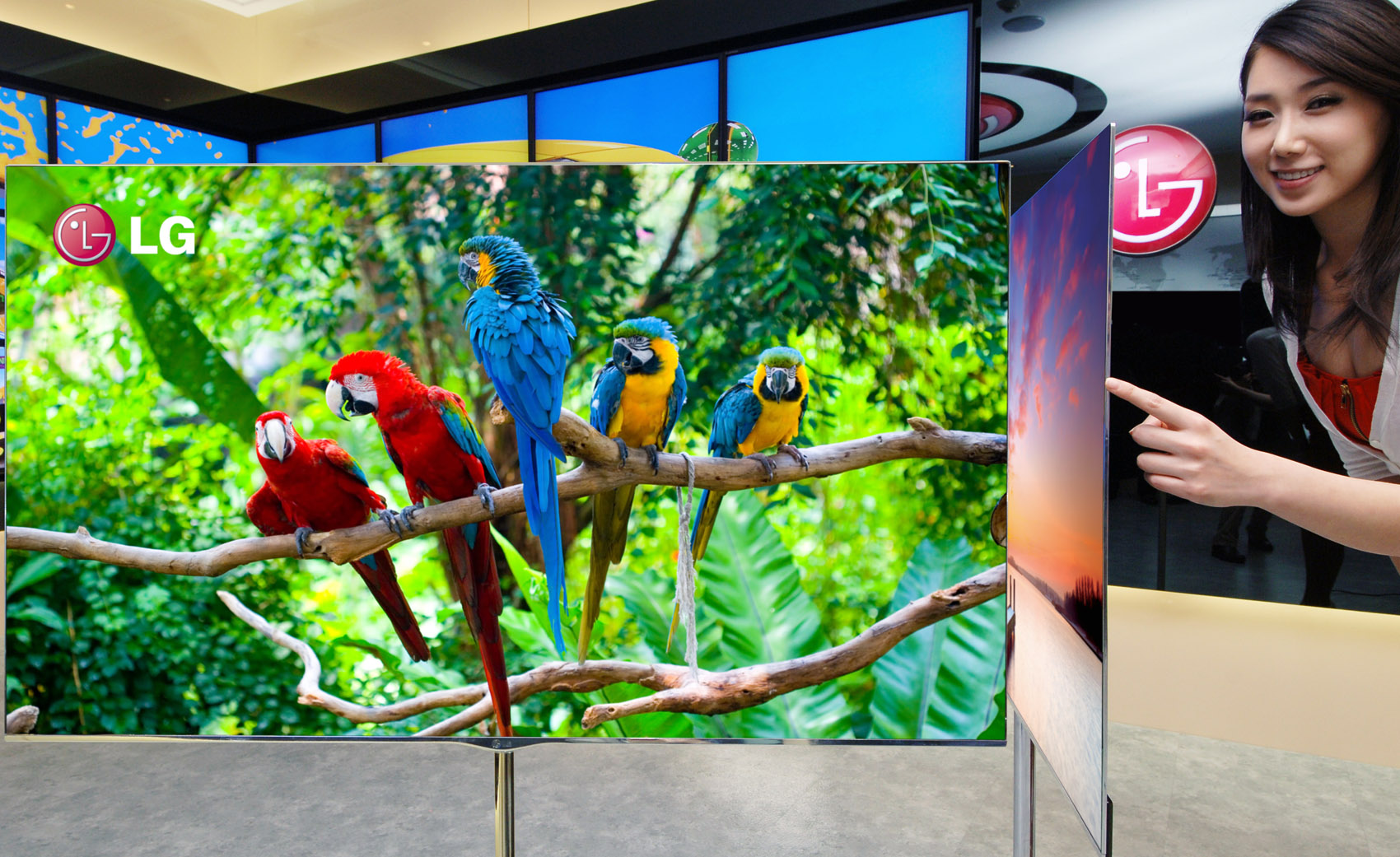
Televizor cu tehnologie OLED

- Leduri organice- denumite și OLED, sunt televizoarele cu cea mai nouă tehnologie cu ecrane de tip LCD dar care nu necesită sursă de lumină întrucât componentele organice ale display-ului emit lumină la contactul cu un curent electric. Aceste tipuri de ecrane consumă cu 40% mai puțin, ceea ce le face ideale pentru utilizare ca dispozitive mobile, ca smartphone-uri.

## Principalii producători

### Europa
- Blaupunkt Arhivat în 4 iulie 2015, la Wayback Machine.
- Grundig
- Mivar Arhivat în 25 ianuarie 1999, la Wayback Machine.
- Orion
- Philips
- Thomson

### S.U.A.
- Emerson
- Horizon
- RCA

### Asia

#### Coreea de Sud
- Daewoo
- Hyundai
- LG
- Samsung

#### Japonia
- Aiwa
- Akai
- Funai
- Hitachi
- JVC
- Mitsubishi
- NEC
- Panasonic
- Pioneer
- Sansui
- Sanyo
- Sharp
- Sony
- TCL
- Toshiba
- TPV

#### Taiwan
- Tatung

Cota de piață a producătorilor la nivel mondial (2012):
- Samsung: 20%
- LG Electronics: 13%
- Sony: 9%
- Panasonic: 7%
- Toshiba: 7%
- Sharp: 6%
- TCL: 4%
- Philips: 4%
- Altele: 30% [4]

## Vezi și
- Monitor
- Televiziune cu rezoluție înaltă